# Myodopsylla palposa
Myodopsylla palposa är en loppart som först beskrevs av Rothschild 1904.  Myodopsylla palposa ingår i släktet Myodopsylla och familjen fladdermusloppor. Inga underarter finns listade i Catalogue of Life.